# 莊凱婷
莊凱婷（1995年3月25日—），绰号为“杀人蜂”，是台湾的踢拳选手，曾獲得ONE錦標賽原子量級冠軍。莊凱婷最初於2014年以shootboxing選手出賽，後來轉戰踢拳領域，並取得生涯最佳成績。

## 背景
莊凱婷自幼年起即父母離異，母親又因為再嫁他人，無法撫育，因而遭父母送入孤兒院。後來祖父母才將其自孤兒院認領回來，成為隔代教養家庭。由於家境不佳，國中三年級時開始參加格鬥，爭取賽事獎金。但為了不讓家人介入其興趣，因此一直瞞著祖母參與活動。直到後來為爭取保送體育大學的資格，才開始公開活動。莊氏也如願進入國立臺灣體育運動大學就讀，並於大學一年級轉為職業選手。